# Drepanorhynchides hastatus
Drepanorhynchides hastatus är en plattmaskart som beskrevs av L`Hardy 1966. Drepanorhynchides hastatus ingår i släktet Drepanorhynchides och familjen Gnathorhynchidae. Inga underarter finns listade i Catalogue of Life.